# M915 Aster (1985)
De M915 Aster was een Belgische mijnenjager van de Marinecomponent van de Belgische Strijdkrachten. Het schip behoorde tot de Tripartiteklasse, in België ook aangeduid als Bellisklasse. De Aster was de eerste afgewerkte mijnenjager van de Bellisklasse.
Het schip werd in 1985 te water gelaten op de Mercantile-Belyard scheepswerf te Rupelmonde.  De stad Blankenberge is peter van het schip.  Doopmeter aanwezig bij de tewaterlating was toenmalig prinses, nu koningin Paola. Het motto van het schip is "Ne Quid Nimis" (Niets is er te veel). De thuishaven van het schip is het Kwartier Marinebasis Zeebrugge.  In 2005 ontving het schip een groot onderhoud en modernisering van het wapensysteem in het kader van het BeNeCUP-project (Capability Upgrade Program).
Op 12 oktober 2007 werd de Aster gehavend na een aanvaring op de Schelde. De Aster was aangemeerd in Steendorp toen het door een ander schip werd geraakt.  Het schip werd evenwel in 2009 terug gecommisioneerd. In 2010 nam het samen met heel wat andere Europese mijnenjagers deel aan een tweede "Open Spirit" operatie waarbij mijnen en andere explosieven die achter gelaten waren tijdens de Eerste en Tweede Wereldoorlog uit de Oostzee verwijderd werden.  Nadien volgde een uitgebreide onderhoudsperiode tot 2013.
In 2018 is het schip verkocht aan Pakistan.

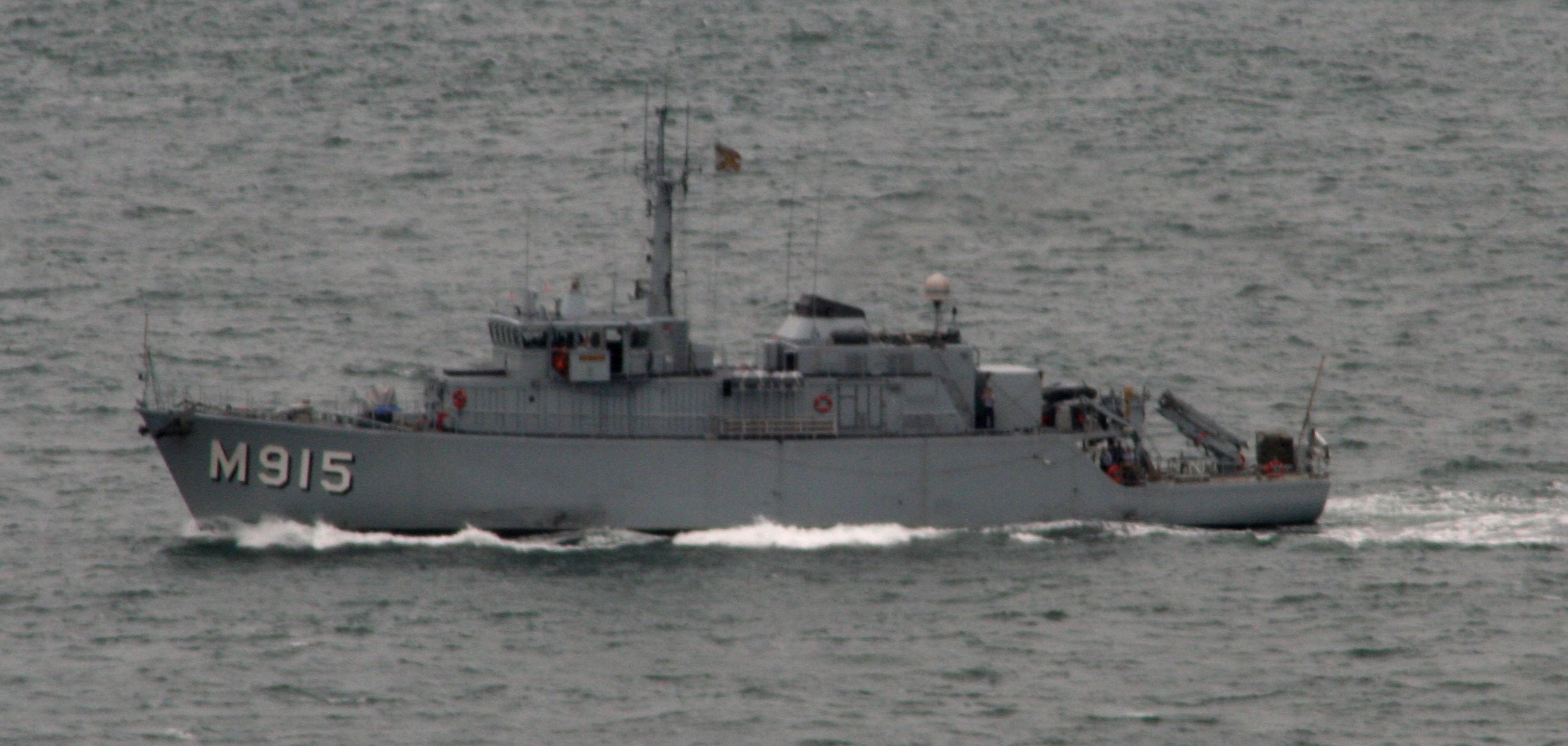
M915 Aster varend in de Solent